# إينز كاميرون
إينز كاميرون (بالإنجليزية: Innes Cameron)‏ هو لاعب كرة قدم بريطاني، ولد في 22 أغسطس 2000 في Alexandria, West Dunbartonshire ‏ في المملكة المتحدة. لعب مع نادي كيلمارنوك.

## وصلات خارجية
- إينز كاميرون على موقع الاتحاد الإسكتلندي (الإنجليزية)
- إينز كاميرون على موقع قاعدة بيانات كرة القدم.إي يو (الإنجليزية)
- إينز كاميرون على موقع Soccerbase.com (لاعب) (الإنجليزية)
- إينز كاميرون على موقع عالم كرة القدم.نت (الإنجليزية)